# Daniel Wolff (Rechtswissenschaftler)
Daniel Wolff (* 1985 in Garmisch-Partenkirchen) ist ein deutscher Rechtswissenschaftler und Hochschullehrer. Er ist seit 2025 Inhaber des Lehrstuhls für Öffentliches Recht und Grundlagen des Rechts an der Universität Greifswald.

## Karriere
Wolff studierte Rechtswissenschaft und Philosophie an der Ruprecht-Karls-Universität Heidelberg, dem King’s College London, der Hochschule für Philosophie und der Ludwig-Maximilians-Universität München (LMU). In München legte er 2013 und 2015 die juristischen Staatsexamina ab. 2017 erhielt er dort den studentischen Preis für Lehre. 2019 wurde er unter Betreuung von Martin Burgi mit Arbeit zum Thema „Der Einzelne in der offenen Staatlichkeit“ promoviert. Im Jahr 2020 erwarb er einen Master of Laws der Yale Law School. 2024 habilitierte er sich mit der Arbeit „Zeit und Verfassung“ an der LMU München. Ihm wurde die Lehrberechtigung für die Fächer Öffentliches Recht, Europarecht, Rechtstheorie, Rechtsvergleichung und Juristische Zeitgeschichte verliehen.
Nach mehrjähriger Tätigkeit am Institut für Politik und Öffentliches Recht der LMU München war Wolff ab 2021 Juniorprofessor an der Universität Augsburg. Zum April 2025 wurde er an die Universität Greifswald berufen.
Die Forschungsschwerpunkte von Wolff liegen zum einen im deutschen und europäischen Öffentlichen Recht, das aus dogmatischer, legistischer, historischer, theoretischer und vergleichender Perspektive untersucht wird. Die Forschungstätigkeit zeichnet sich insoweit durch trans- und interdisziplinäre Ansätze aus. Zum anderen widmet er sich den Grundlagen des Rechts, insbesondere der Rechtsvergleichung, der Rechtstheorie und der Juristischen Zeitgeschichte.

## Werke (Auswahl)

### Monografien
- Zeit und Verfassung – Konstitutionelle Reaktionen auf den Zeitregimewechsel (= Jus Publicum. Beiträge zum öffentlichen Recht). Mohr Siebeck, Tübingen 2025, 661 Seiten (zugleich Habilitationsschrift).
- Der Einzelne in der offenen Staatlichkeit – Grundgesetzlicher Grundrechtsschutz in der zwischenstaatlichen Kooperation (= Studien und Beiträge zum Öffentlichen Recht, Band XXV). Mohr Siebeck, Tübingen 2020, 462 Seiten (zugleich Dissertationsschrift).
- Mit Martin Burgi: Rehabilitierung der nach § 175 StGB verurteilten homosexuellen Männer: Auftrag, Optionen und verfassungsrechtlicher Rahmen. Nomos, Baden-Baden 2016, 112 Seiten.

### Herausgeberschaften
- Mit Johannes Kaspar, Tomoaki Kurishima: Individualität und Kollektivität. Deutsche und japanische Perspektiven auf Recht, Kultur und Rechtskultur. Tübingen 2025, 221 Seiten.
- Mit Christoph Krönke: Verwaltung der Klimakrise – Die Vermessung der Klimaverwaltungsrechts (= Die Verwaltung, Beiheft 13). Berlin 2025, 165 Seiten.
- Mit Gregor Kirchhof: Zukunftssicherndes Verfassungsrecht. Mohr Siebeck, Tübingen 2024, 292 Seiten.
- Mit Phillip Hellwege: Klimakrisenrecht. Mohr Siebeck, Tübingen 2024, 473 Seiten.
- Mit K. Ebner, Tosan Kraneis, Martin Minkner, Y. Neuefeind: Staat und Religion – Neue Anfragen an eine vermeintlich eingespielte Beziehung. Mohr Siebeck, Tübingen 2014, 253 Seiten.

### Aufsätze
- Populistische Verwaltungspolitik und wehrhafter Verwaltungsstaat, Die Verwaltung 57 (2024), S. 509–545.
- (Post-)Pandemische Rechtswissenschaft – Zehn Thesen zu Forschung und Lehre nach dem Lockdown, Rechtswissenschaft (RW) 13 (2022), S. 319–352.
- Function Follows Form – Eine rechtsvergleichende Analyse der Kodifizierung von Verfassungsänderungen, Archiv des öffentlichen Rechts (AöR) Band 146 (2021), S. 353–392.
- „Nie wieder“ als Argument – Richterliches Lernen aus dunkler Vergangenheit am Beispiel des Bundesverfassungsgerichts und des Obersten Gerichtshofs des Staates Israel, Jahrbuch des öffentlichen Rechts der Gegenwart (JöR), Band 69, 2021, S. 117–153.
- „Verfassungshütung“ im Commonwealth als Vorbild für den deutschen Verfassungsstaat? Zugleich ein Beitrag zur Legitimation verfassungsgerichtlicher Normenkontrollrechte, Der Staat 56 (2017), S. 39–76 (mit R. Kaiser).